# Burg Welschbillig
Die Burg Welschbillig ist die Ruine einer Wasserburg in der Ortsgemeinde Welschbillig im Landkreis Trier-Saarburg in Rheinland-Pfalz.

## Geschichte
Bereits im 12. Jahrhundert entstand schon eine kleine Vorgängerburg auf dem Gelände einer früheren römischen Villa rustica aus dem 2. bis 4. Jahrhundert in dem heutigen Ort Welschbillig.
1242 bis 1299 wird die Burg durch den Trierer Kurfürsten Arnold II. von Isenburg erheblich verstärkt und später die Landesburg von seinen Nachfolgern weiter ausgebaut. Im sogenannten Holländischen Krieg wurde die Burg 1673/74 durch Truppen des französischen Sonnenkönigs Ludwig XIV. zerstört und 1889 bis 1891 die Südseite wegen eines Kirchenbaus abgebrochen.

## Anlage
Die über den Resten der Römervilla errichtete Burganlage zeigt sich heute als Reste eines umfangreichen quadratischen Burgareals mit Wassergraben. Zu sehen sind der Torbau mit seinen beiden Rundtürmen, eine steinerne Grabenbrücke sowie Reste des Nordwest-Tors.
Auf dem Burggelände stehen heute die Pfarrkirche von 1889–1890 und ein Amtshaus von 1711.
Die römische Villa schloss sich U-förmig an ein 58,3 mal 17,8 Meter maßendes Wasserbassin, welches ursprünglich von 112 Hermen umgeben war. 71 Herme sind im Rheinischen Landesmuseum Trier zu sehen.

Ansichten mit Kirche
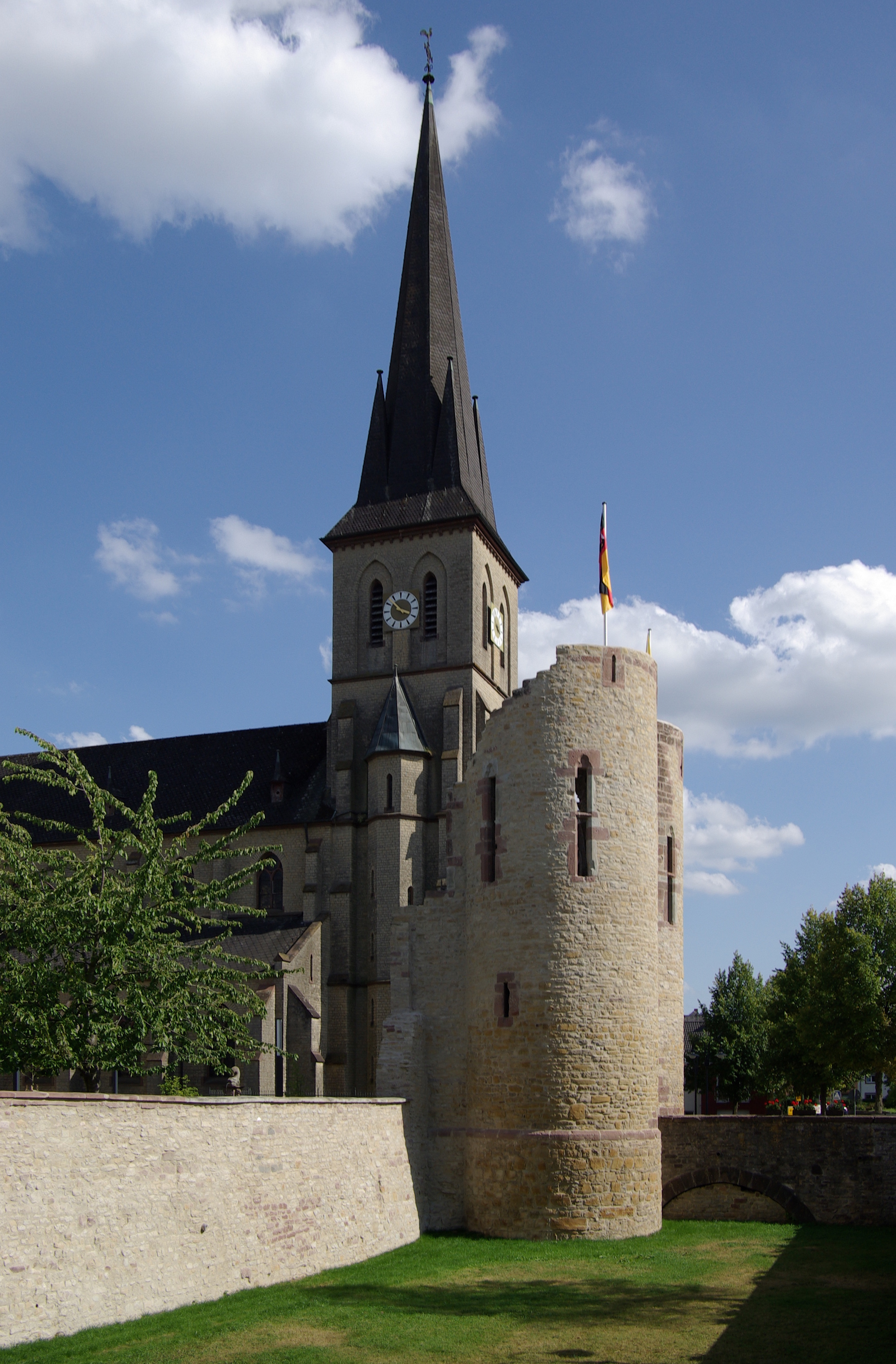
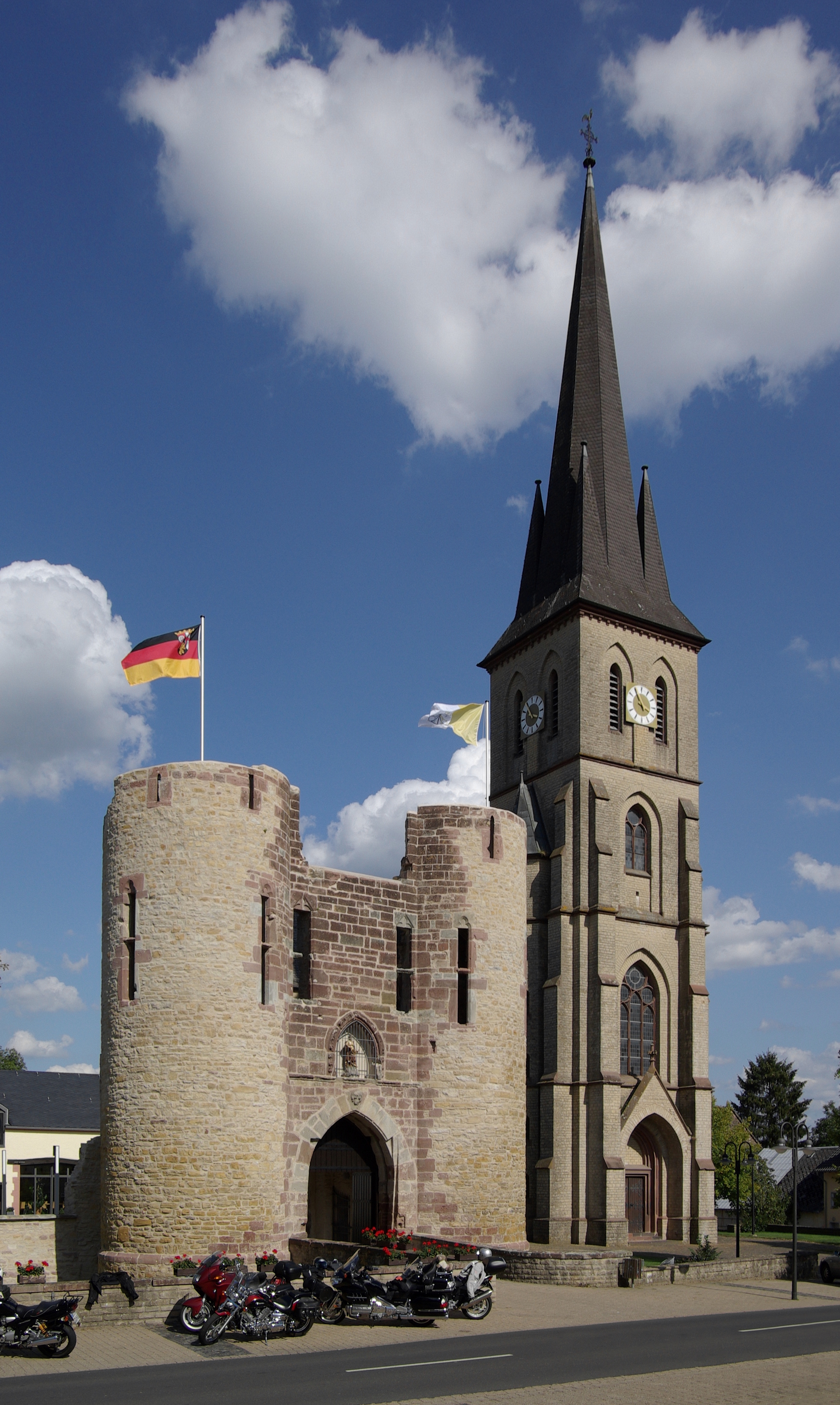